# Léon Delacroix

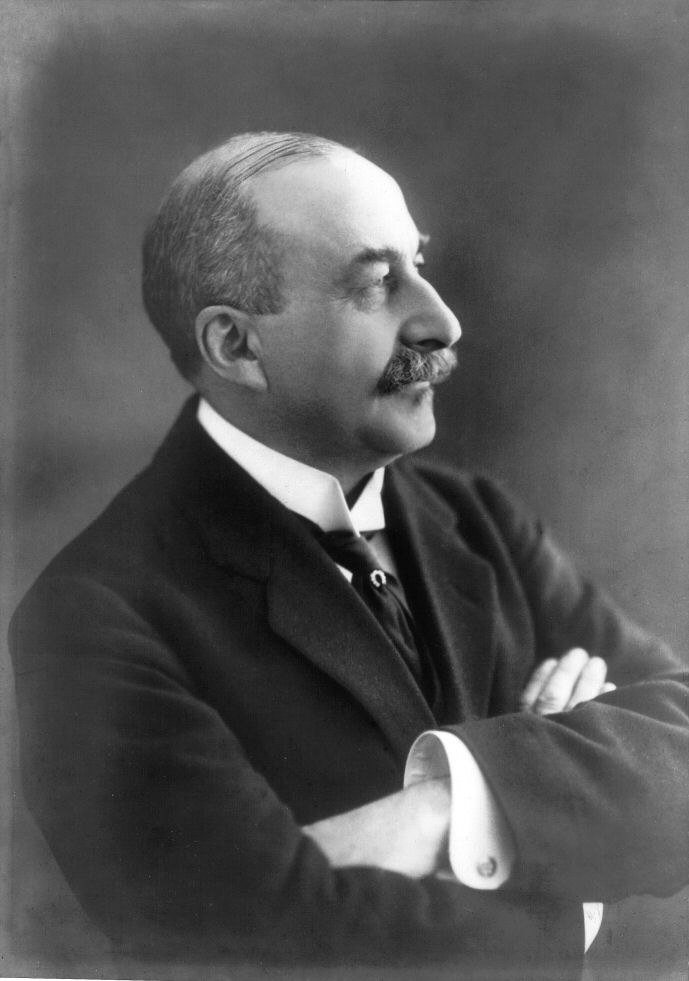
Léon Delacroix

Léon Frédéric Gustave Delacroix (* 27. Dezember 1867 in Saint-Josse-ten-Noode/Sint-Joost-ten-Node; † 15. Oktober 1929 in Baden-Baden) war ein belgischer Jurist und Staatsmann.
Nach einem Jurastudium war er als Anwalt tätig. Im Anschluss an den Ersten Weltkrieg war er von 1918 bis 1920 belgischer Premierminister und auch zeitweise Finanzminister und Außenminister. Nach der ersten Wahl in Belgien mit gleichem Stimmrecht für alle Bürger (1919) bildete er seine zweite Regierung. Die Hauptaufgabe in seiner Amtszeit war der Wiederaufbau nach den Kriegszerstörungen.
Ab 1924 war Delacroix im Zuge der Umsetzung des Dawes-Plans Treuhänder und Vertreter der Gläubiger der Reparationsschuldverschreibungen der Deutschen Reichsbahn-Gesellschaft.